# John M. C. Smith

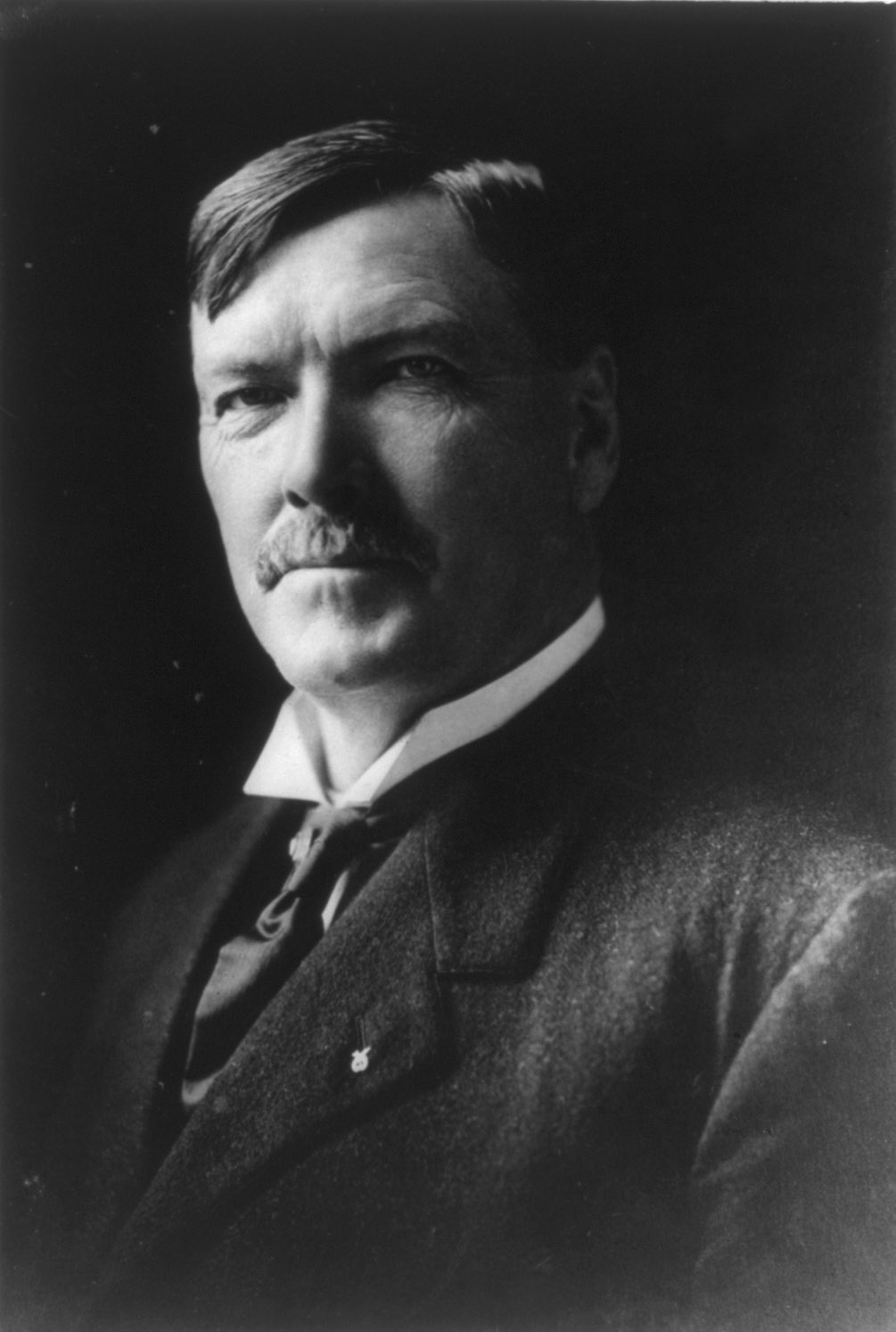
John M. C. Smith

John M. C. Smith (* 6. Februar 1853 in Belfast, Nordirland; † 30. März 1923 in Charlotte, Michigan) war ein US-amerikanischer Politiker. Zwischen 1911 und 1923 vertrat er zweimal den Bundesstaat Michigan im US-Repräsentantenhaus.

## Werdegang
John Smith kam im Jahr 1855 mit seinen Eltern in die Vereinigten Staaten, wo sich die Familie in der Nähe von Plymouth im Bundesstaat Ohio niederließ. Dort besuchte er die öffentlichen Schulen. Im Jahr 1867 zog er nach Charlotte in Michigan, wo er in der Landwirtschaft arbeitete. Außerdem studierte er bis 1879 an der University of Michigan in Ann Arbor. Nach einem anschließenden Jurastudium an der gleichen Universität und seiner im Jahr 1882 erfolgten Zulassung als Rechtsanwalt begann er in Detroit in seinem neuen Beruf zu praktizieren. In den Jahren 1885 bis 1888 war Smith Bezirksstaatsanwalt im Eaton County. Außerdem arbeitete er weiterhin in der Landwirtschaft. Im Jahr 1898 wurde er Präsident der First National Bank of Charlotte. Politisch war er Mitglied der Republikanischen Partei. Im Jahr 1903 wurde er in den Stadtrat von Charlotte gewählt; 1908 war er Mitglied einer Versammlung zur Überarbeitung der Staatsverfassung von Michigan.
Bei den Kongresswahlen des Jahres 1910 wurde Smith im dritten Wahlbezirk von Michigan in das US-Repräsentantenhaus in Washington, D.C. gewählt, wo er am 4. März 1911 die Nachfolge von Washington Gardner antrat. Nach vier Wiederwahlen konnte er bis zum 3. März 1921 fünf Legislaturperioden im Kongress absolvieren. In diese Zeit fiel der Erste Weltkrieg. Damals wurden auch der 16., der 17., der 18. und der 19. Verfassungszusatz im Kongress beraten und verabschiedet. Von 1919 bis 1921 war Smith Vorsitzender des Ausschusses für Arbeitsangelegenheiten (Committee on Labor).
1920 verzichtete Smith auf eine erneute Kandidatur. In diesem Jahr wurde sein Parteikollege William H. Frankhauser zu seinem Nachfolger gewählt. Dieser verstarb aber bereits am 9. Mai 1921. Bei den fälligen Nachwahlen wurde Smith dann erneut in den Kongress gewählt, wo er am 28. Juni 1921 seinen früheren Sitz wieder einnehmen konnte. Bei den regulären Wahlen des Jahres 1922 wurde er bestätigt. Damit hätte er bis zum 3. März 1925 im Repräsentantenhaus verbleiben können. Smith starb aber nur vier Wochen nach Beginn der neuen Legislaturperiode am 30. März 1923 in seiner Heimatstadt Charlotte. Nach einer erneuten Nachwahl fiel sein Mandat an Arthur B. Williams.